# Петровский район (Ставропольский край)
Петро́вский район — территориальная единица в Ставропольском крае России. В границах района образован Петровский муниципальный округ.
Административный центр — город Светлоград.

## География
Район с соответствующим муниципальным округом расположен в центральной части Ставропольского края. Расстояние от райцентра г. Светлограда до г. Ставрополя составляет 75 км. Граничит с Грачёвским, Александровским, Ипатовским, Туркменским и Благодарненским районами.
Район находится на прикалаусских высотах — водораздел рек Калаус, которая протекает по району, и реки Кума. На территории района построен БСК IV очереди.

## История
Петровский район был образован в 1924 году. До этого сёла, входящие в его состав, значились в Петровской волости Благодарненского, а ещё раньше — в Новогригорьевского уезда Ставропольской губернии.
XVIII век
До присоединения Северного Кавказа к России здесь жили ногайцы. В эти места, спасаясь от помещичьего гнёта, бежали крепостные крестьяне. Их называли «бурлаками». Один из таких бурлаков — Пётр, вожак беглых украинских крестьян, поселился в 1750-х годах у реки Калаус возле песчаной горы, покрытой густым лесом. Петр вместе с нагайцами и своей шайкой промышлял воровством и грабежом. Вскоре к нему стали являться его земляки, такие же беглые крестьяне, многие из них с семьями. И вот в глухом лесу возник Петров посёлок.
В 1782 году Указом Екатерины II было разрешено заселение края гражданским населением. Петровская община была зарегистрирована в 1786 году. Согласно ведомости, составленной в 1787 году, в селе Петровском проживало 139 киевских казаков и 40 харьковских поселян. «Физическое развитие петровских крестьян не оставляет желать ничего лучшего: в большинстве случаев высокий рост и крепкое телосложение с соответствующей мускульной силой (5-7 пудов тяжести — нипочём) составляют характерными физическими особенностями петровцев. Недаром петровские новобранцы часто зачисляются в гвардию», — такой словесный портрет петровского крестьянина составил в конце XIX века учитель Г. Косоглядов. Красивы были и петровчанки. Сюда за невестами приезжали из самого Ставрополя.
По берегам рек Калаус, Буйвола, Карамык, где был строевой лес и плодородные почвы, образуются села выходцами из центральных губерний России и левобережной Украины. В их названии отражены или имена первых поселенцев — Петровское, Константиновское, Донская и Николина Балка, Шведино; или природные отличия — Медведское (Гофицкое), Ореховка, Берестовка (Благодатное), Сухая Буйвола. Селились по родовому признаку так называемыми сотнями. Каждая имела своё название, сохранившееся в названиях улиц и районов — Карамык, Качаван, Хутун в Светлограде, Шумайка в Николиной Балке, Кизилевка в Ореховке.
XIX век
Первым делом переселенцы строили в центре села церковь. Сначала они были деревянными, а в XIX веке стали возводить каменные. К сожалению, многие церкви в 1930-е годы были разрушены. Такая участь постигла и церковь в Петровском, которая была одной из самых красивейших в Ставропольской губернии.
Первоначально и дома строили деревянные, что привело к массовой вырубке лесов, а это, в свою очередь, к вскрытию песков. Петровчане часто страдали от восточных суховеев, которые, перенося песок, наносили большой урон хозяйствам. Ведь основным занятием крестьян было земледелие и скотоводство. Излишки хлеба продавались не только на местных базарах и ярмарках, но и отправлялись на ближайшие железнодорожные станции в Ростов-на-Дону, Новороссийск. Поэтому было развито чумачество, то есть извоз. А скот отправляли даже в Москву.
К концу XIX века село Петровское становится зажиточным и служит торговым центром для окрестных сёл. Продавали не только хлеб и скот, но и овощи, виноград, изделия кустарных промыслов. Торговый оборот в хорошие годы доходил до 2 млн рублей.
Большое развитие получило гончарное производство, так как берега Калауса были богаты глиной. Во многих сёлах появились кирпично-черепичные заводы. Дома стали строить из самана, покрывать черепицей. А в начале XX века в Петровском появляются постройки городского типа — двухэтажные каменные здания, крытые железом.
В 1843 году в Петровской волости была открыта первая школа, в 1879 году для неё было построено специальное здание. Это первое каменное здание, сейчас в нём размещается Станция юных техников. К началу XX века в каждом селе было по 1-2 школы — обязательно церковно-приходская и государственная, так называемое министерское училище. При первом министерском училище в 1890-х годах открылась публичная библиотека. По инициативе местной интеллигенции на средства общины в селе Петровском была построена и открыта в 1908 году гимназия — первая в Благодарненском уезде.
24 марта 1857 года на хуторе Шведино упал каменный метеорит, получивший название «Ставрополь».
В XIX веке медицинскую помощь оказывали фельдшеры, но они были не в каждом селе. А окружной врач находился только в Петровском. «Вольная» аптека открылась в 1882 году.
Для сообщения между сёлами использовались личные лошади. Это была одна из самых главных натуральных повинностей крестьян. Они были обязаны развозить по делам службы чиновников, должностных лиц, рассыльных. Кроме того, в Петровском, Высоцком, Медведском и Константиновском находились казённые почтовые станции. Почтово-телеграфная контора в Петровском и почтовое отделение в Медведском обслуживали близлежащие сёла.
XX век
19 января 1943 года Петровский район освобождён от немецко-фашистских захватчиков.
20 августа 1953 года был упразднён Гофицкий район. Его территория передана Петровскому району.
2 ноября 1956 года был упразднён Туркменский район с передачей территории Петровскому, Благодарненскому и Арзгирскому районам.
1 февраля 1963 года были образованы вместо существующих 15 сельских районов: Александровский, Апанасенковский, Благодарненский, Воронцово-Александровский, Георгиевский, Изобильненский, Ипатовский, Кочубеевский, Красногвардейский, Курский, Левокумский, Минераловодский, Петровский, Прикумский и Шпаковский.
12 января 1965 года Президиум Верховного Совета РСФСР постановил:
Арзгирский, Александровский, Апанасенковский, Благодарненский, Георгиевский район, Изобильненский, Ипатовский, Кочубеевский, Красногвардейский, Курский район, Левокумский, Минераловодский, Новоалександровский район, Петровский район, Прикумский, Советский и Шпаковский сельские районы преобразовать в районы.
XXI век
4 октября 2004 года был образован Петровский муниципальный район.
1 мая 2017 года все муниципальные образования Петровского района были объединены в Петровский городской округ.
9 июня 2023 года городской округ преобразован в муниципальный округ из-за несоответствиям критериям, предъявляемым Федеральным законом к городским округам.

## Население
| 1926    | 1931     | 1939    | 1959    | 1970    | 1979    | 1989    | 1990    | 1991    | 1992    | 1993    |
| ------- | -------- | ------- | ------- | ------- | ------- | ------- | ------- | ------- | ------- | ------- |
| 101 302 | ↗122 154 | ↘59 470 | ↗89 719 | ↗93 846 | ↘72 991 | ↗76 779 | ↗77 981 | ↗78 424 | ↗79 666 | ↗81 849 |
| 1994    | 1995     | 1996    | 1997    | 1998    | 1999    | 2000    | 2001    | 2002    | 2003    | 2004    |
| ↗82 954 | ↗83 915  | ↗85 042 | ↗85 131 | ↗85 223 | ↘85 109 | ↘85 042 | ↘84 718 | ↘82 449 | ↘82 425 | ↘82 071 |
| 2005    | 2006     | 2007    | 2008    | 2009    | 2010    | 2011    | 2012    | 2013    | 2014    | 2015    |
| ↘81 345 | ↘80 690  | ↘79 925 | ↘79 285 | ↘78 784 | ↘78 067 | ↘77 878 | ↘77 515 | ↘76 652 | ↘75 992 | ↘75 336 |
| 2016    | 2017     | 2018    | 2019    | 2020    | 2021    | 2023    | 2024    | 2025    |         |         |
| ↘74 913 | ↘74 026  | ↘73 051 | ↘71 933 | ↘71 084 | ↘69 728 | ↘68 882 | ↘68 240 | ↘67 293 |         |         |

### Урбанизация
В городских условиях (Светлоград) проживают 51,13 % населения района.

### Гендерный состав
По итогам переписи населения 2010 года проживали 36 043 мужчины (46,17 %) и 42 024 женщины (53,83 %).

### Национальный состав
По итогам переписи населения 2010 года проживали следующие национальности (национальности менее 1 %, см. в сноске к строке «Другие»):
| Национальность | Численность | Процент |
| -------------- | ----------- | ------- |
| Русские        | 72 806      | 93,26   |
| Армяне         | 1009        | 1,29    |
| Другие         | 4252        | 5,45    |
| Итого          | 78 067      | 100,00  |

По итогам переписи населения 2020 года проживали следующие национальности (национальности менее 1 % и другое, см. в сноске к строке «Другие»):
| Национальность | Численность, чел. | Доля     |
| -------------- | ----------------- | -------- |
| Русские        | 64 419            | 92,39 %  |
| Армяне         | 874               | 1,25 %   |
| Табасараны     | 770               | 1,10 %   |
| Цыгане         | 749               | 1,07 %   |
| Другие         | 2916              | 4,18 %   |
| Итого          | 69 728            | 100,00 % |

## Муниципально-территориальное устройство до 2017 года
С 2004 до 2017 года в Петровский район входили одно городское и 12 сельских поселений:
| №        | Муниципальное образование   | Административный центр | Количество населённых пунктов | Население | Площадь, км2 |
| -------- | --------------------------- | ---------------------- | ----------------------------- | --------- | ------------ |
| 1e-06    | Городское поселение:        |                        |                               |           |              |
| 1        | город Светлоград            | город Светлоград       | 3                             | ↘37 942   | 391,64       |
| 1.000002 | Сельские поселения:         |                        |                               |           |              |
| 2        | Высоцкий сельсовет          | село Высоцкое          | 3                             | ↘3936     | 291,79       |
| 3        | Дон-Балковский сельсовет    | село Донская Балка     | 1                             | ↘2113     | 189,54       |
| 4        | Константиновский сельсовет  | село Константиновское  | 2                             | ↘5164     | 359,92       |
| 5        | Прикалаусский сельсовет     | посёлок Прикалаусский  | 6                             | ↘1725     | 159,02       |
| 6        | Просянский сельсовет        | село Просянка          | 1                             | ↘1404     | 152,57       |
| 7        | Рогато-Балковский сельсовет | посёлок Рогатая Балка  | 3                             | ↘2780     | 227,65       |
| 8        | село Благодатное            | село Благодатное       | 1                             | ↘4869     | 269,77       |
| 9        | село Гофицкое               | село Гофицкое          | 1                             | ↘4926     | 152,12       |
| 10       | село Николина Балка         | село Николина Балка    | 1                             | ↗2514     | 156,96       |
| 11       | село Сухая Буйвола          | село Сухая Буйвола     | 1                             | ↘3298     | 144,13       |
| 12       | село Шведино                | село Шведино           | 1                             | ↘1757     | 89,03        |
| 13       | Шангалинский сельсовет      | село Шангала           | 2                             | ↘1598     | 156,89       |

## Населённые пункты
Распределение населения района
 Светлоград (51,13 %) Константиновское (7,02 %) Благодатное (6,44 %) Гофицкое (6,2 %) Сухая Буйвола (4,62 %) остальные (24,59 %)
В район входят 26 населённых пунктов:
| №  | Населённый пункт | Тип населённого пункта | Население |
| -- | ---------------- | ---------------------- | --------- |
| 1  | Благодатное      | село                   | ↗4335     |
| 2  | Вознесенский     | хутор                  | ↗142      |
| 3  | Высоцкое         | село                   | ↘2071     |
| 4  | Горный           | посёлок                | ↗410      |
| 5  | Гофицкое         | село                   | ↘4169     |
| 6  | Донская Балка    | село                   | ↘1756     |
| 7  | Казинка          | хутор                  | ↘20       |
| 8  | Константиновское | село                   | ↘4723     |
| 9  | Кугуты           | село                   | ↘236      |
| 10 | Мартыновка       | село                   | ↘290      |
| 11 | Маяк             | посёлок                | ↘302      |
| 12 | Николина Балка   | село                   | ↘2275     |
| 13 | Носачёв          | хутор                  | ↘190      |
| 14 | Ореховка         | село                   | ↘1319     |
| 15 | Полевой          | посёлок                | ↘254      |
| 16 | Прикалаусский    | посёлок                | ↗1059     |
| 17 | Просянка         | село                   | ↘1136     |
| 18 | Пшеничный        | посёлок                | ↗334      |
| 19 | Рогатая Балка    | посёлок                | ↘1787     |
| 20 | Светлоград       | город                  | ↘34 406   |
| 21 | Солёное Озеро    | хутор                  | ↘650      |
| 22 | Сухая Буйвола    | село                   | ↘3108     |
| 23 | Сычёвский        | хутор                  | ↗5        |
| 24 | Цветочный        | посёлок                | ↘146      |
| 25 | Шангала          | село                   | ↘1271     |
| 26 | Шведино          | село                   | ↘1698     |

| № | Населённый пункт                                                    | Тип     | Дата снятия с учёта | Примечания                                                                           |
| - | ------------------------------------------------------------------- | ------- | ------------------- | ------------------------------------------------------------------------------------ |
| 1 | Берестовый (до 1972 года — хутор рыбхоза)                           | хутор   | 30.03.1983          |                                                                                      |
| 2 | Николаевка (Николаевский)                                           | хутор   | 31.12.1966          |                                                                                      |
| 3 | Подгорный (до 1964 года — Четвёртое отделение совхоза «Петровский») | посёлок | 30.03.1983          |                                                                                      |
| 4 | Теряевский                                                          | хутор   | 23.08.1990          | Исключён из учётных данных в связи с переселением жителей в другие населённые пункты |

## Местное самоуправление
Главы муниципального района
- с 19 ноября 2004 года — Савченко Василий Фёдорович
- с 23 марта 2012 года — Лагунов Вячеслав Олегович
- с 20 апреля 2017 года по 3 декабря 2017 года — Захарченко Александр Александрович[50]

Главы администрации муниципального района
- с 16 декабря 2004 года по 19 апреля 2017 года — Захарченко Александр Александрович[50]

Главы городского/муниципального округа
- 4.12.2017 — 15.04.2022 — Захарченко Александр Александрович[51]
- с 13 мая 2022 года — и. о. Рябикин Александр Владимирович[52]
- с 20 июля 2022 года — и. о. Бабыкин Александр Иванович[53]
- с 12 декабря 2022 года - Конкина Наталья Викторовна

Председатели Совета депутатов городского/муниципального  округа
- Лагунов Вячеслав Олегович[54]

## Образовательные и оздоровительные учреждения
В округе находится 19 школ:
- Гимназия № 1 (город Светлоград)
- Средняя школа № 2 (город Светлоград)
- Лицей № 3 (город Светлоград)
- Средняя школа № 4 (город Светлоград)
- Средняя школа № 5 (город Светлоград)
- Средняя школа № 6 (село Гофицкое)
- Средняя школа № 7 (город Светлоград)
- Лицей № 8 (село Благодатное)
- Средняя школа № 9 имени Н. К. Калашникова (село Высоцкое)
- Средняя школа № 10 (село Донская Балка)
- Средняя школа № 11 (село Константиновское)
- Средняя школа № 12 (село Николина Балка)
- Средняя школа № 13 (село Ореховка)
- Средняя школа № 14 (село Просянка)
- Средняя школа № 15 (село Прикалаусское)
- Средняя школа № 16 (село Рогатая Балка)
- Средняя школа № 17 (село Сухая Буйвола)
- Средняя школа № 18 (село Шангала)
- Средняя школа № 19 (село Шведино)
- Детский оздоровительный лагерь «Родничок»
- Детский оздоровительный лагерь «Сармат» (село Гофицкое)

## Транспорт
| Внутрирайонный транспорт | Внутрирайонный транспорт         | Внутрирайонный транспорт | Внутрирайонный транспорт               |
| №                        | Маршрут                          | Количество рейсов        | Периодичность обслуживания, дни недели |
| ------------------------ | -------------------------------- | ------------------------ | -------------------------------------- |
| 101                      | Светлоград — Мартыновка          | 4                        | ежедневно                              |
| 102                      | Светлоград — Пшеничный           | 4                        | Вт, Чт, Сб, Вс                         |
| 103                      | Светлоград — Горный              | 4                        | Вт, Чт, Сб                             |
| 104                      | Светлоград — Благодатное         | 12                       | ежедневно                              |
| 105                      | Светлоград — Николина Балка      | 10                       | ежедневно                              |
| 106                      | Светлоград — Благодатное         | 8                        | ежедневно                              |
| 107                      | Светлоград — Просянка            | 4                        | ежедневно                              |
| 108                      | Светлоград — Шведино             | 14                       | ежедневно                              |
| 109                      | Светлоград — Шведино             | 6                        | Вт, Ср, Чт, Пт, Сб, Вс                 |
| 110                      | Светлоград — Шведино             | 6                        | Пн, Ср, Чт, Пт, Сб, Вс                 |
| 111                      | Светлоград — Цветочный           | 2                        | Вт, Чт, Сб                             |
| 112                      | Светлоград — Сухая Буйвола       | 4                        | Пн, Вт, Ср, Чт, Пт                     |
| 113                      | Светлоград — Константиновское    | 4                        | ежедневно                              |
| 114                      | Светлоград — Кугуты              | 2                        | Вт                                     |
| 115                      | Светлоград — Гофицкое — Высоцкое | 3                        | ежедневно                              |

## Люди, связанные с районом
- Бабенко Павел Макарович (8.02.1915, с. Петровское Благодарненского уезда – 25.12.1981, г. Светлоград Петровского района), Герой Социалистического труда
- Воробьёв, Виктор Васильевич (1948—1995) — генерал-майор милиции, сотрудник советских и российских правоохранительных органов, долгое время возглавлявший РОВД Петровского района, участник боевых действий в Чеченской Республике

## См также
- Административно-территориальное деление Ставропольского края